# Pierson (Iowa)
Pierson – miasto w Stanach Zjednoczonych, w stanie Iowa, w hrabstwie Woodbury. Zgodnie ze spisem statystycznym z 2000 roku, miasto liczyło 371 mieszkańców.